# ياسمين كين
ياسمين كين (بالإنجليزية: Jasmine Keene)‏ هي لاعبة كرة الشبكة أسترالية، ولدت في 14 يناير 1987 في برث في أستراليا.